# Centroclisis infernalis
Centroclisis infernalis är en insektsart som först beskrevs av Navás 1912.  Centroclisis infernalis ingår i släktet Centroclisis och familjen myrlejonsländor. Inga underarter finns listade i Catalogue of Life.